# Ulrich Marzolph
Ulrich Marzolph (* 2. Mai 1953 in Landau in der Pfalz) ist ein deutscher Erzählforscher und Islamwissenschaftler. 

## Biographie
Ulrich Marzolph studierte Islamwissenschaft, Sinologie und Romanistik in Köln und Mashhad (Iran). Er wurde 1982 in Köln mit einer Dissertation Typologie des persischen Volksmärchens promoviert, seine Habilitationsschrift (Arabia ridens; Göttingen 1992) wurde mit dem Pitrè-Preis (1993) ausgezeichnet. Nach einer Assistenzprofessur (1982–1986) an der Universität zu Köln war er von 1986 bis 2015 Mitglied der Redaktion der Enzyklopädie des Märchens in Göttingen und von 1996 bis 2018 außerplanmäßiger Professor für Islamwissenschaft an der Georg-August-Universität in Göttingen. Sein Forschungsschwerpunkt ist die narrative Kultur der Länder des islamischen Orients, insbesondere Irans. Er publizierte unter anderem zu persischen Märchen und Volkserzählungen, zu Witzen in der klassischen und vormodernen arabischen Literatur und zu den türkischen Schwänken des Nasreddin Hodscha. Zu den Erzählungen aus Tausendundeine Nacht erstellte er zusammen mit Richard van Leeuwen das enzyklopädische Handbuch Arabian Nights Encyclopedia. Darüber hinaus forscht er zu illustrierten lithographischen Drucken der Qajarenzeit.
Zusammen mit Rolf Wilhelm Brednich gab Marzolph von 2000 bis 2009 die Zeitschrift Fabula. Zeitschrift für Erzählforschung heraus. Mit Regina Bendix begründete er 2014 die Zeitschrift Narrative Culture.

## Publikationen

### Monographien
- Der weise Narr Buhlūl. Steiner, Wiesbaden 1983. ISBN 3-515-03908-2.
- Typologie des persischen Volksmärchens. Orient-Institut der Deutschen Morgenländischen Gesellschaft, Beirut (= Beiruter Texte und Studien, Bd. 31). Steiner, Stuttgart 1984, ISBN 3-515-03702-0.
- Arabia ridens: Die humoristische Kurzprosa der frühen adab-Literatur im internationalen Traditionsgeflecht (= Frankfurter wissenschaftliche Beiträge, Kulturwissenschaftliche Reihe, Bd. 21). Vittorio Klostermann, Frankfurt am Main 1992, ISBN 3-465-02550-4 (Habilitationsschrift in 2 Bänden).
- Dāstānhā-ye širin. Fünfzig persische Volksbüchlein aus der zweiten Hälfte des zwanzigsten Jahrhunderts. Steiner, Stuttgart 1994, ISBN 3-515-06359-5.
- Narrative Illustration in Persian Lithographed Books (= Handbuch der Orientalistik, Abteilung I: The Near and Middle East, Bd. 60). Brill, Leiden 2001.
- mit Richard van Leeuwen, unter Mitarbeit von Hassan Wassouf: The Arabian Nights Encyclopedia. 2 Bände. ABC-Clio, Santa Barbara 2004.
- Ex Oriente Fabula. Beiträge zur narrativen Kultur des islamischen Vorderen Orients. 3 Bände. Verlag für Orientkunde, Dortmund 2005/2006/2018.
- Relief after Hardship: The Ottoman Turkish Model for The Thousand and One Days. Wayne State University Press, Detroit 2017.
- 101 Middle Eastern Tales and Their Impact on Western Oral Tradition. Wayne State University Press, Detroit 2020.
- zusammen mit Roxana Zenhari: Mirzā ʿAli-Qoli Khoʾi: The Master Illustrator of Persian Lithographed Books in the Qajar Period. 2 Bände. Brill, Leiden 2022.

### Herausgaben und Übersetzungen
- Persische Märchen Miniaturen. Erzählt von Maschdi Galin Chanom. Niedergeschrieben von L. P. Elwell-Sutton. Übersetzt von Ulrich Marzolph. Diederichs, Köln 1985, ISBN 3-424-00840-0.
- mit A. Amirhosseini-Nithammer: Die Erzählungen der Mašdi Galin Ḫānom / Qeṣṣehā-ye Mašdi Galin Ḫānom. Gesammelt von L. P. Elwell-Sutton, Teil 1: Text, ISBN 3-88226-621-X; Teil 2: Begleitband, ISBN 3-88226-627-9. Reichert, Wiesbaden 1994.
- Wenn der Esel singt, tanzt das Kamel. Persische Märchen und Schwänke. Erzählt von Maschdi Galin Chanom. Aufgezeichnet von L. P. Elwell-Sutton. Übersetzt von Ulrich Marzolph. Diederichs, München 1994, ISBN 3-424-01211-4.
- mit Ingrid Tomkowiak: Grimms Märchen international: Zehn der bekanntesten Grimmschen Märchen und ihre europäischen und aussereuropäischen Verwandten. 2 Bände. Ferdinand Schöningh, Paderborn 1996, ISBN 3-506-75415-7.
- Nasreddin Hodscha. 666 wahre Geschichten. C.H. Beck, München 1996, ISBN 3-406-40445-6.
- Das Buch der wundersamen Geschichten. Erzählungen aus der Welt von 1001 Nacht. C.H. Beck, München 1999, ISBN 3-406-45265-5.
- Feen-Mährchen: Zur Unterhaltung für Freunde und Freundinnen der Feenwelt (in der Reihe Volkskundliche Quellen, Abteilung 3: Märchen und Schwank). Textkritischer Neudruck der anonymen Ausgabe Braunschweig 1801. Herausgegeben und kommentiert von Ulrich Marzolph. Mit einem Vorwort von Jeannine Blackwell. Georg Olms, Hildesheim 2000, ISBN 3-487-10687-6.
- Nafzâwî: Der duftende Garten zur Erbauung des Gemüts. Ein arabisches Liebeshandbuch. Aus dem Arabischen übersetzt von Ulrich Marzolph. C.H. Beck, München 2002, ISBN 3-406-49580-X.
- The Arabian Nights Reader. Wayne State University Press, Detroit 2006.
- The Arabian Nights in Transnational Perspective. Wayne State University Press, Detroit 2007.
- mit Regina Bendix: Hören, Lesen, Sehen, Spüren. Märchenrezeption im europäischen Vergleich. Schneider-Verlag Hohengehren, Baltmannsweiler 2008, ISBN 978-3-8340-0361-4.
- mit Philipp G. Kreyenbroek: Oral Literature of Iranian Languages. Kurdish, Pashto, Balochi, Ossetic, Persian and Tajik (= A History of Persian Literature, Bd. 18, Companion Bd. 2).  I. B. Tauris, London 2010, ISBN 978-1-84511-918-8.
- Orientalistische Studien zu Sprache und Literatur. Festgabe zum 65. Geburtstag von Werner Diem. Harrassowitz, Wiesbaden 2011, ISBN 978-3-447-06481-1.
- mit Bea Lundt: Narrating (Hi-)Stories in West-Africa. Lit-Verlag, Münster 2015, ISBN 978-3-643-90503-1.

### Weitere
- Regionale und ethnische Stereotype im Witz der Exil-Iraner, in: Susanne Hose (Hrsg.): Minderheiten und Mehrheiten in der Erzählkultur. Domowina-Verlag, Bautzen 2008, S. 196 ff.